# يواكيم يندستروم
يواكيم يندستروم (بالسويدية: Joakim Lindström)‏ (و. 1983  م) هو لاعب هوكي الجليد، سويدي، مركز لعبه هو جناح.

## روابط خارجية
- يواكيم يندستروم على موقع دوري الهوكي الوطني (الإنجليزية)
- يواكيم يندستروم على موقع قاعة مشاهير الهوكي (لاعب أن.إتش.أل) (الإنجليزية)
- يواكيم يندستروم على موقع دوري الهوكي للقارات (الإنجليزية)
- يواكيم يندستروم على موقع EliteProspects.com (الإنجليزية)
- يواكيم يندستروم على موقع Eurohockey.com (الإنجليزية)
- يواكيم يندستروم على موقع HockeyDB.com (الإنجليزية)
- يواكيم يندستروم على موقع Hockey-Reference.com (الإنجليزية)
- يواكيم يندستروم على موقع أوليمبيديا (الإنجليزية)
- يواكيم يندستروم على موقع اللجنة الأولمبية السويدية (السويدية)